# Tabla isiaca

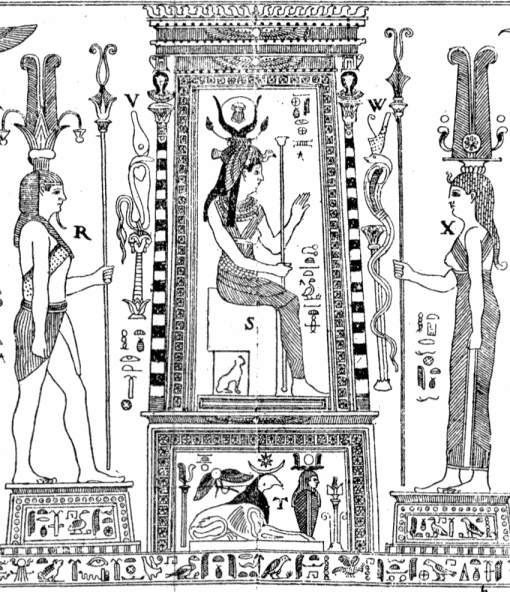
Fragmento de la Tabla isiaca.

La Tabla isiaca es una placa de cobre que estaba consagrada a la antigua diosa Isis. En ella figuran decenas de dioses egipcios, mostrando sus símbolos y atributos. Es uno de los documentos notables que nos ha trasmitido la antigüedad; también se la llama Tabla Maca y Tabla Bembina, del nombre de su primer dueño. Actualmente en el Museo Egipcio de Turín. 

## Historia
El conde de Caylus estima que la Tabla fue elaborada en Egipto y llevada a Italia en la época de la decadencia de la república, cuando los romanos adoptaron muchos ritos de la religión egipcia.
La Tabla fue descubierta en Roma, en el saqueo que sufrió el año 1527. Eneas Vico fue el primero que publicó en 1559, en Venecia, una copia grabada de este memorable documento del arte egipcio. Giacomo Franco la publicó en 1600, en Venecia, perteneciendo entonces a Torcuato, hijo del cardenal Pietro Bembo, habiéndola éste adquirido de regalo que le hizo el pontífice Paulo III que, según se dice, la había comprado a un aserrador. El hijo del cardenal vendió la tabla, según parece, al duque de Mantua, quien la colocó en su galería de pinturas, en donde permaneció aun en tiempo de Pignorius. Cuando Mantua fue tomada en 1630 por los Imperiales, se perdió la Tabla, y por mucho tiempo se ignoró su paradero, hasta que por una casualidad se encontró en los Archivos de Turín.

## El documento
La Tabla es toda ella de cobre rojo, teniendo tres pies y diez pulgadas de largo por dos pies, tres pulgadas, nueve líneas de ancho. Las figuras en ella grabadas tienen a lo más una línea de profundidad, son de un color más subido, y sus contornos están en su mayor parte marcados con filetes de plata.

## Contenido
Es indudable que esta Tabla estaba consagrada a Isis, porque sobre ser la figura principal, ocupa la mayor de las tres bandas o listas en que está compartida la superficie de la Tabla. Muchos sabios han procurado explicar las figuras que se hallan en ella, y la obra que con este motivo ha aparecido escrita con más extensión y acierto es la de Laurencio Pignorius. En el Edipo de Kircher, en Montfaucon y en los Viajes de Keyssler se encuentran igualmente los detalles de este documento. 
Jablonski, en dos Memorias insertas en la Miscelánea Berolinenm, considera esta Tabla como un Calendario de las fiestas para el uso de los egipcios que vivían en Roma, conforme la triple división que tenía el año de los egipcios: opina que este monumento fue hecho en el siglo segundo o tercero: en sus dos citadas Memorias explica una parte de las figuras de la Tabla Isiaca: también se encuentran muchas ilustraciones sobre esto mismo en su Pantheon Ægyptiacum. Schlegel, en la nota 260 de su traducción alemana de Banier, da un extracto de todo lo dicho por Jablonski.
El conde de Caylus ha querido menos explicar que describir todas las figuras del documento para facilitar el estudio a los que de él quieran ocuparse: es de parecer que fue construida la Tabla en Egipto y llevada a Italia cuando la decadencia de la república luego que los romanos adoptaron muchos ritos de la religión de los egipcios, y que por este medio se trató de evitar las alteraciones arbitrarias que podían introducirse en esta religión.

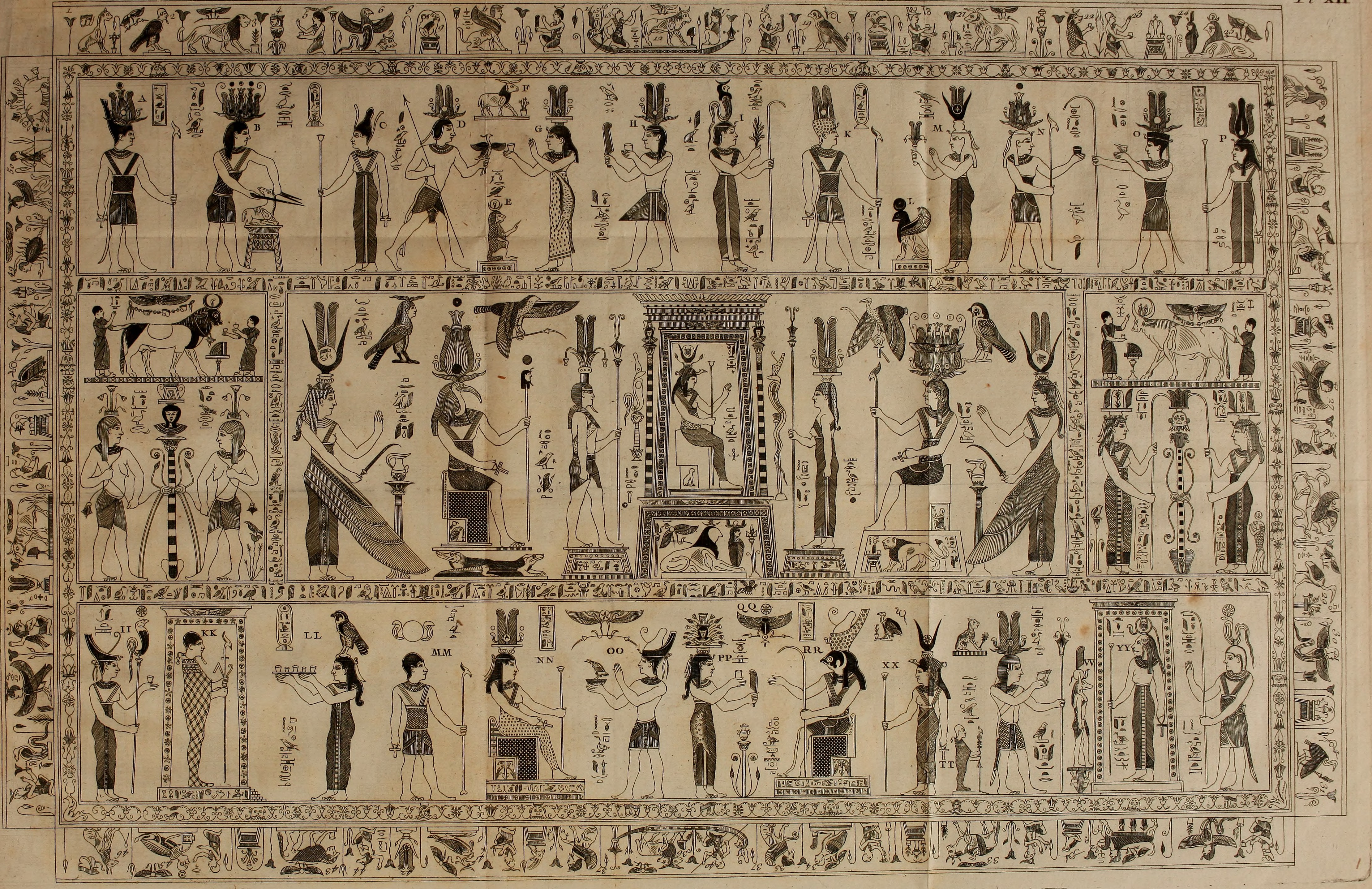
Las diferentes divinidades egipcias representadas en la Tabla Bembina.